# Vault-de-Lugny
Vault-de-Lugny település Franciaországban, Yonne megyében. Lakosainak száma 269 fő (2022. január 1.). Vault-de-Lugny Domecy-sur-le-Vault, Island, Annéot, Avallon, Girolles, Givry és Pontaubert községekkel határos.

## Népesség
A település népessége az elmúlt években az alábbi módon változott:
| Lakosok száma | 314  | 317  | 310  | 292  | 280  | 274  | 269  | 265  | 269  |
|               | 2013 | 2015 | 2016 | 2017 | 2018 | 2019 | 2020 | 2021 | 2022 |